# Rainbow Six (série)
Rainbow Six é uma série de jogos de tiro em primeira pessoa tático lançada para as plataformas Microsoft Windows, Mac OS, iOS, Nintendo 64, PlayStation, Dreamcast, PlayStation 2, Xbox, GameCube, PlayStation 3, Xbox 360 e os portáteis PlayStation Portable, Game Boy Color e Game Boy Advance. Rainbow Six põe o jogador no comando de um grupo de elite contra-terrorista fictício do exército americano, um grupo que se autodenomina RAINBOW. Os jogos da série focam no realismo, estratégia, planejamento e trabalho em equipe.  A série é assinada pelo romancista estadunidense Tom Clancy, criador de outras séries de jogos de sucesso como Ghost Recon e Splinter Cell. 

## Jogos
| Título                          | Ano de lançamento | Windows | Mac      | Microsoft | Sony | Nintendo | Sega | Portatil | Celular | Online | Detalhes |
| ------------------------------- | ----------------- | ------- | -------- | --------- | ---- | -------- | ---- | -------- | ------- | ------ | -------- |
| Rainbow Six                     | 1998              | Sim     | Mac OS   | Não       | PS1  | N64      | DC   | GBC      | Não     | PSN    |          |
| Rainbow Six: Rogue Spear        | 1999              | Sim     | Mac OS   | Não       | PS1  | Não      | DC   | GBA      | Não     | Não    |          |
| Rainbow Six 3: Raven Shield     | 2003              | Sim     | Mac OS X | Não       | PS2  | Não      | Não  | Não      | Sim     | Não    |          |
| Rainbow Six: Lockdown           | 2005              | Sim     | Não      | Xbox      | PS2  | NGC      | Não  | Não      | Não     | Não    |          |
| Rainbow Six: Critical Hour      | 2006              | Não     | Não      | Xbox      | Não  | Não      | Não  | Não      | Não     | Não    |          |
| Rainbow Six: Vegas              | 2006              | Sim     | Não      | X360      | PS3  | Não      | Não  | PSP      | Não     | Não    |          |
| Rainbow Six: Vegas 2            | 2008              | Sim     | Não      | X360      | PS3  | Não      | Não  | Não      | Não     | Não    |          |
| Rainbow Six: Shadow Vanguard    | 2011              | Não     | iOS      | Não       | Não  | Não      | Não  | Não      | Sim     | Não    |          |
| Rainbow 6: Patriots (Cancelado) | 2013              | Sim     | Não      | X360      | PS3  | Não      | Não  | Não      | Não     | Não    |          |
| Rainbow Six : Siege             | 2015              | Sim     | Não      | Xbox One  | PS4  | Não      | Não  | Não      | Não     | Sim    |          |

Na E3 de 2014, no dia 9 de junho de 2014, a Ubisoft anunciou o novo Rainbow Six Siege, um jogo totalmente online. Lançado em 1 de Dezembro de 2015 para pc e a 8ª geração de videogames, sendo um sucesso de vendas.